# Pavol Bajza
Pavol Bajza (Žilina, 4 settembre 1991) è un calciatore slovacco, portiere del Podbrezová.

## Carriera

### Club
La sua carriera da calciatore inizia nel 2004, quando viene acquistato dal Bystrica per militare nelle varie divisioni giovanili del club. Due anni più tardi passa tra le file del Dubnica, dove debutta come calciatore professionista il 27 febbraio 2010, in occasione della partita contro lo Žilina.
Il 3 luglio 2012 passa alla società italiana del Parma, dove ha il ruolo di terzo portiere. Esordisce il 19 maggio 2013, subentrando al 42' al posto di Antonio Mirante, all'ultima di campionato vinta 3-1 contro il Palermo.
Nella stagione 2013-2014 viene confermato come riserva di Mirante, cui subentra debuttando in campionato nel finale di primo tempo della partita vinta 3-1 contro il Sassuolo a causa dell'espulsione del titolare, e subendo il gol del momentaneo 1-1.
Nella stagione 2014-2015 viene girato in prestito al Crotone, dopo 7 presenze con i calabresi il portiere slovacco ritorna al Parma nella successiva finestra di mercato invernale.

### Nazionale
Tra il 2009 e il 2010 prende parte a 5 amichevoli con la nazionale Under-19, e nel 2011 il CT dell'Under-21 lo convoca per prendere parte alle qualificazioni per il campionato europeo in Israele nel 2013. Debutta con l'Under-21 il 6 settembre 2011, in occasione della partita organizzata ad Almaty contro il Kazakistan Under-21.

## Statistiche

### Presenze e reti nei club
Statistiche aggiornate al 29 novembre 2014.
| Stagione        | Squadra         | Campionato      | Campionato | Campionato | Coppa nazionale | Coppa nazionale | Coppa nazionale | Coppe continentali | Coppe continentali | Coppe continentali | Altre coppe | Altre coppe | Altre coppe | Totale | Totale |
| Stagione        | Squadra         | Comp            | Pres       | Reti       | Comp            | Pres            | Reti            | Comp               | Pres               | Reti               | Comp        | Pres        | Reti        | Pres   | Reti   |
| --------------- | --------------- | --------------- | ---------- | ---------- | --------------- | --------------- | --------------- | ------------------ | ------------------ | ------------------ | ----------- | ----------- | ----------- | ------ | ------ |
| 2012-2013       | Parma           | A               | 1          | -1         | CI              | 0               | 0               | -                  | -                  | -                  | -           | -           | -           | 1      | -1     |
| 2013-2014       | Parma           | A               | 3          | -4         | CI              | 2               | -3              | -                  | -                  | -                  | -           | -           | -           | 5      | -7     |
| Totale Parma    | Totale Parma    | Totale Parma    | 4          | -5         |                 | 2               | -3              |                    | -                  | -                  |             | -           | -           | 6      | -8     |
| 2014-2015       | Crotone         | B               | 7          | -11        | CI              | 1               | 0               | -                  | -                  | -                  | -           | -           | -           | 8      | -11    |
| Totale carriera | Totale carriera | Totale carriera | 11         | -16        |                 | 3               | -3              |                    | -                  | -                  |             | -           | -           | 14     | -19    |

## Palmarès

### Club

#### Competizioni nazionali
- 1. Division: 1

Vejle: 2017-2018